# Egbert Schuurman
Egbert Schuurman (Nieuw-Buinen, 23 juli 1937) is een Nederlandse ingenieur, filosoof en politicus. Van 13 september 1983 tot 7 juni 2011 had hij zitting in de Eerste Kamer, eerst voor de Reformatorische Politieke Federatie (RPF) en later voor haar opvolger, de ChristenUnie. Vanwege zijn lange politieke vertegenwoordiging was hij de nestor van de Kamer.

## Achtergrond
In 1944 ging Schuurman naar de protestants-christelijke lagere school in het Drentse Nieuw Buinen. In 1950 werd dit gevolgd door de hbs-b in Stadskanaal, waar hij op 18 juni 1955 zijn diploma ontving. Na een opleiding weg- en waterbouw aan de H.T.S. in Groningen kwam Schuurman in 1958 als eerstejaars student aan op de (toenmalige) TH Delft, waar hij wederom weg- en waterbouw (tegenwoordig civiele techniek) ging studeren. Hij sloot zich tijdens zijn studie aan bij de plaatselijke christelijke studentenvereniging S.S.R.-Delft. Toen in deze vereniging een scheuring ontstond doordat S.S.R.D. zich steeds meer concentreerde op gezelligheid in plaats van op geestelijke vorming, wierp Schuurman zich in 1961 op als een van de grondleggers van de nieuwe vereniging C.S.R.-Delft.
Op 5 maart 1964 studeerde Schuurman cum laude af en begon hij aan de studie filosofie aan de Vrije Universiteit van Amsterdam (een studie die hij in 1968 afrondde). Op 15 december 1964 trad Schuurman in het huwelijk. Uit dit huwelijk zijn twee dochters en een zoon voortgekomen.

## Betrekkingen en publicaties
Schuurman promoveerde in 1972 op het proefschrift Techniek en Toekomst - Confrontatie met wijsgerige beschouwingen. Van 1964-1966 werkte hij aan de Technische Hogeschool van Delft en van 1966-1984 aan de Vrije Universiteit te Amsterdam. In 1972 werd hij bijzonder hoogleraar in de reformatorische wijsbegeerte aan de Technische Universiteit Eindhoven en hij bleef dat tot 2004. Van respectievelijk 1975 tot 2004 vervulde hij die functie ook aan de Technische Universiteit te Delft en van 1984 tot september 2007 aan de Universiteit te Wageningen; in Delft was het de bedoeling dat Ad Vlot hem voor die leerstoel zou opvolgen maar diens overlijden verhinderde dat.
Van 1983 tot 1984 maakte hij in de V.S. deel uit van een internationaal researchteam over Responsible Technology. Hij was van 1981 tot 1983 lid van de zogenoemde Brede DNA-commissie, die in opdracht van de regering de maatschappelijke en ethische aspecten van werkzaamheden met erfelijkheidsmateriaal bestudeerde. Hij was lid van de stuurgroep van Het Koninklijk Instituut van Ingenieurs over "Grenzen aan de techniek".
Naast zijn proefschrift Techniek en toekomst heeft hij veel andere geschriften gepubliceerd - zie Bibliografie. Zijn laatste boek is: 'Geloven in Wetenschap en Techniek'. Verschillende boeken van Schuurman zijn vertaald in het Engels, Koreaans, Japans, Chinees, Spaans en Portugees. Ook was hij redactielid van twee internationale tijdschriften op het gebied van de filosofie van de techniek.
Schuurman verzorgde gastcolleges over onderwerpen uit de filosofie van de techniek in Canada, V.S., Engeland, Korea, Japan, Zuid-Afrika en Brazilië. In 1994 werd hem een eredoctoraat toegekend in de Technische Wetenschappen aan de Universiteit van Noord-West (Potchefstroom), Zuid-Afrika. In 1995 kreeg hij de Templeton Award uitgereikt in Berkeley aan het Center for Theology and Natural Sciences. In mei 2002 gaf hij een afscheidscollege aan de Technische Universiteit van Delft onder de titel: Bevrijding van het Technische Wereldbeeld – Uitdaging tot een andere Ethiek.
Hij is sinds 2003 Officier in de Orde van Oranje-Nassau.
In 2014 verscheen van zijn hand het boek Tegendraads nadenken over Techniek. In 2017 verscheen van de hand van Remco van Mulligen een biografie over Schuurman met de titel Alleen God kan ons nog redden.

## Functies/ nevenfuncties
- Van 1983 tot 1999 fractievoorzitter in de Eerste Kamer der Staten Generaal voor de RPF, van 1999 tot 2001 voor RPF/GPV en van 27 maart 2001 tot 7 juni 2011 voor de ChristenUnie. Op 7 oktober 2008 hield de Eerste Kamer een 'bijzondere plenaire zitting' ter gelegenheid van het 25-jarig Kamerlidmaatschap van Schuurman.
- Bijzonder hoogleraar Reformatorische Wijsbegeerte aan de universiteiten van Eindhoven, Delft en Wageningen.
- Van 1987 tot 1997 voorzitter van het Prof.dr. G.A. Lindeboom Instituut - Centrum voor Medische Ethiek.
- Van 1996 tot 2002 voorzitter van het Instituut voor CultuurEthiek (ICE).
- Sinds 2002 voorzitter van de Raad van Advies van het ICE.
- Sinds 1997 lid van Raad van Toezicht en Advies van het Nederlands Dagblad.